# 겐에이 (헤이안 시대)
겐에이(元永, げんえい)는 일본의 연호(元号) 중 하나이다.
- 전후 : 에이큐(永久) 이후 - 호안(保安) 이전.
- 시기 : 1118년 ~ 1119년
- 천황 : 도바 천황

## 개원(改元)
- 에이큐 6년 4월 3일(율리우스력 1118년 4월 25일), 천변와 역병에 의해 개원.
- 겐에이 3년 4월 10일(율리우스력 1120년 5월 9일), 호안으로 개원된다.

## 서력과의 대조표
| 겐에이 | 원년   | 2년    | 3년    |
| ------ | ------ | ------ | ------ |
| 서력   | 1118년 | 1119년 | 1120년 |
| 간지   | 무술   | 기해   | 경자   |

## 같이 보기
- 일본의 연호 일람

| 이전 에이큐 | 일본의 연호 1118년 ~ 1120년 | 다음 호안 |